# 流浪地球 (小说)
《流浪地球》是刘慈欣的一部中短篇科幻小说作品。小说讲述了人类为躲避灾难而给地球装上发动机，在宇宙中流浪的故事。该小说于2000年7月发表在《科幻世界》杂志，并获得当年的中国科幻银河奖特等奖。2019年，小说首次改编成同名电影上映。

## 故事内容
400年前，由于惧怕太阳氦闪爆发引起的灾难，人类决定组成联合政府，并给地球装上发动机，通过行星发动机的推力将地球推出太阳系，在宇宙中流浪，前往比邻星作为人类新的家园。整个流浪计划的实施时间长达两千五百年。
故事的主人公是一个普通人，他出生在煞車时代，生活在逃逸时代。他没有见过黑夜和星星，也没有看到过四季的变化；而地球发动机带来的高温使得四季的温度都高达70℃，日出也变成了恐惧的象征。逃逸时代时，他搬进了地下城，在地下城中，人们都生活在“太阳氦闪要来了”的一次次谣言带来的恐惧之中。地下城之后还经历了“地球派”和“飞船派”之间的内战，以及平民对联合政府的质疑而发生的起义。最后太阳氦闪爆发，地球繼續流浪，前往新家園。

## 相关
《流浪地球》定稿于2000年1月12日。作者刘慈欣曾表示，几年后他在坐飞机时从舷窗看到地平线时想：“这么偌大无比的一个世界，怎么能是我们渺小的人类所能推动的？《流浪地球》或许是痴人说梦……”后来他请教了科学家，科学家说：“以现有人类的核聚变技术，推动地球需要的能量，比小说裏写的规模要高幾个数量级。”
该小说曾被改编为电子游戏，也被收录入同名的短篇小说文集中。2017年12月举行的GES 2017未来教育大会上，前美国总统奥巴马收到了刘慈欣赠送的英文版《流浪地球》（英語：The Wandering Earth），实为这本文集的英文版，于2017年10月在美国出版，共收录了10篇作品。
此外，2017年5月26日，由中国电影股份有限公司和北京京西文化出品并发行，郭帆担任出品人、导演，作者刘慈欣监制的电影《流浪地球》正式开机。该电影于2019年大年初一在中国大陆上映，與《乡村教师》改编的《疯狂的外星人》同期上映，2019年被称为“中国科幻电影元年”。该片最后获得46.88亿人民币票房，一度位列中国影史票房第三（截至2020年11月27日）。获得较大反响。

## 改编作品

### 电影
- 《流浪地球》（2019）
- 《流浪地球2》（2023）
- 《流浪地球3》（2027）

### 游戏
- 《流浪地球》